# Timbío
Timbío là một khu tự quản thuộc tỉnh Cauca, Colombia. Thủ phủ của khu tự quản Timbío đóng tại Timbío Khu tự quản Timbío có diện tích 180 ki lô mét vuông. Đến thời điểm ngày 28 tháng 5 năm 2005, khu tự quản Timbío có dân số 22560 người.